# 秋田県道186号三関停車場線
秋田県道186号三関停車場線（あきたけんどう186ごう みつせきていしゃじょうせん）は、秋田県湯沢市を通る一般県道である。

## 概要
JR東日本 奥羽本線 三関駅から西へ直線道路300メートルで駅入口交差点、三関駅入口交差点終点である。

### 路線データ
- 総延長 : 316 m[2]
- 実延長 : 316 m[2]
- 起点 : 秋田県湯沢市上関字二ツ橋32番3（三関駅）[3]北緯39度6分36.58秒 東経140度28分59.68秒
- 終点 : 秋田県湯沢市上関字新処54番3（三関駅入口交差点、国道13号交点）[3]北緯39度6分38.7秒 東経140度28分45.9秒
- 未供用区間 : なし[2]

## 歴史
- 1959年（昭和34年）2月17日 - 秋田県道に認定される[3]。

## 路線状況

### 冬期閉鎖区間
- なし[4]

### 交通不能区間
- なし[5]

## 地理

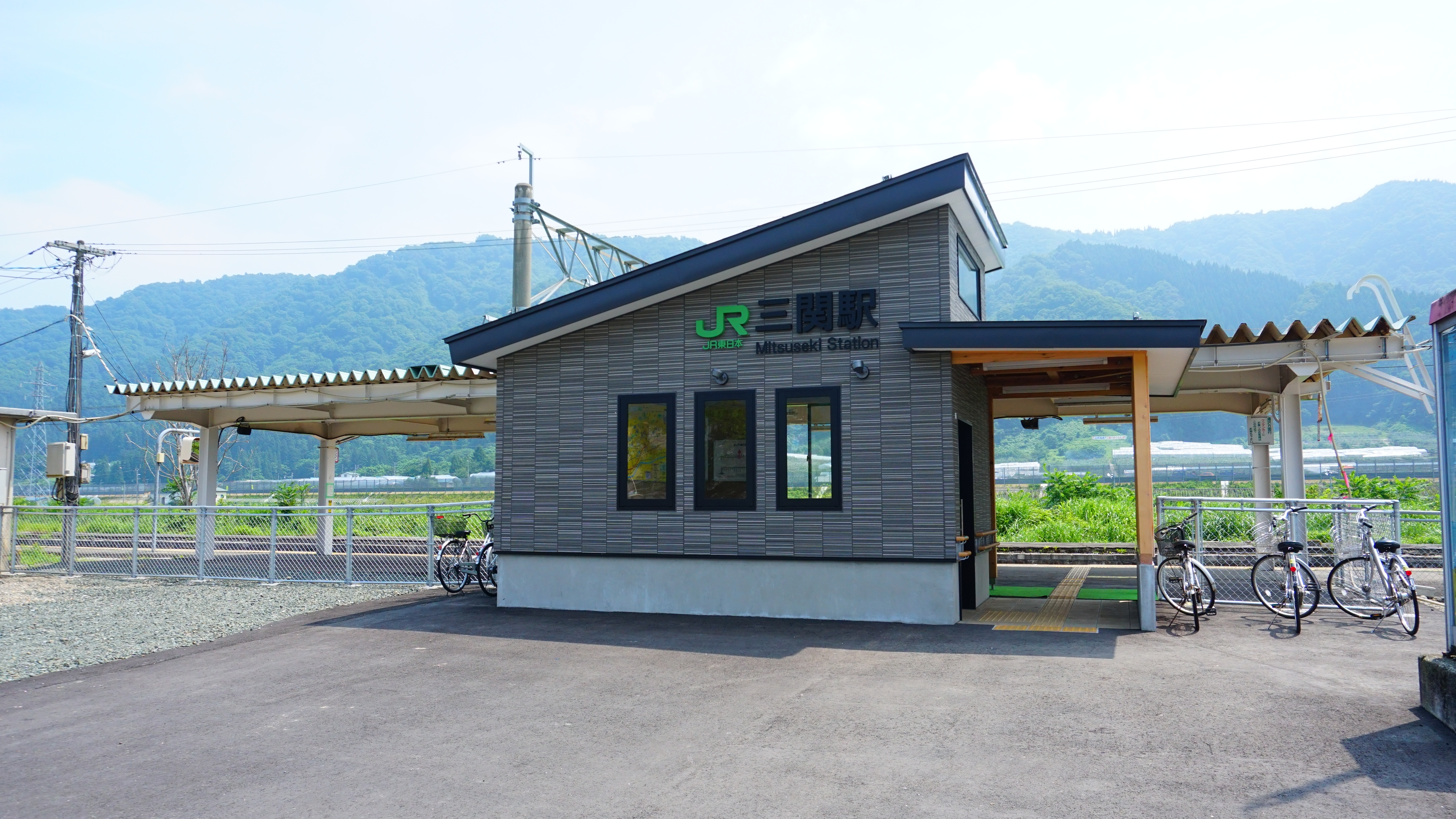
起点・三関駅

### 交差する道路
| 施設名           | 接続路線名                   | 備考 | 所在地             |
| ---------------- | ---------------------------- | ---- | ------------------ |
| 〈三関駅〉       |                              | 起点 | 湯沢市上関字二ツ橋 |
| 三関駅入口交差点 | 国道13号 （=国道344号 重複） | 終点 | 湯沢市上関字新処   |

### 沿線の施設
- JR東日本 奥羽本線 三関駅
- 雄物川